# اورنجتری، فلوریدا
اورنجتری (به انگلیسی: Orangetree) یک منطقهٔ مسکونی در ایالات متحده آمریکا است که در شهرستان کلیر، فلوریدا واقع شده‌است. اورنجتری ۱۱٫۴ کیلومتر مربع مساحت و ۴٬۴۰۶ نفر جمعیت دارد و ۴ متر بالاتر از سطح دریا قرار دارد.